# 房租过高党

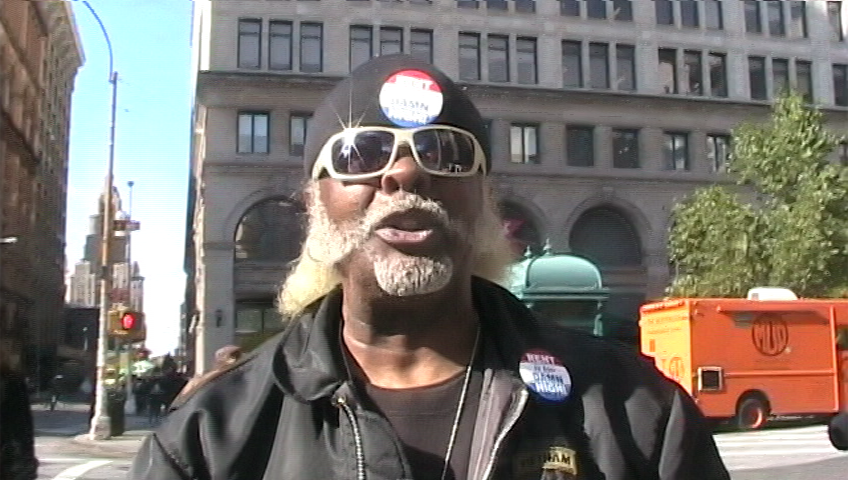
党的创建人吉米·麦克米倫

房租过高党（英語：Rent Is Too Damn High Party），又译作房租太他妈高党，是纽约的一个在2005年和2009年纽约市长选举以及在2010年的州长选举提名过候选人的政党。吉米·麦克米倫是该党两次市长选举和一次州长选举的候选人。在2005年选举中他收到了4000多张选票。该党在州内中有三个注册的会员。为参与民主党的初选，麦克米兰自己注册为一个民主党人。

## 选举纲领
房租过高党的主要纲领是纽约城市居民房租过高，应降低以致纾缓财政压力、消除贫困和增加纽约居民的就业机会。党口号之一就是「早餐、午餐和晚餐」，意味着该党旨在消除在纽约市的饥饿和贫穷。在2010年州长选举中，麦克米倫让他的政党容忍同性恋婚姻。 他也是这次州长选举电视辩论的话题人物。

## 过去的选举

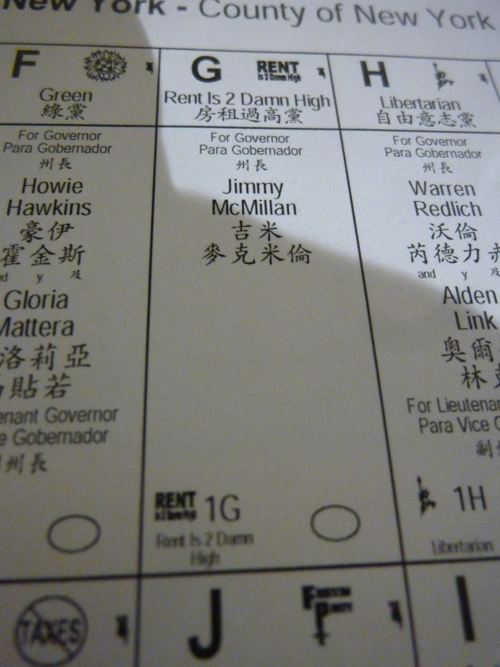
2010年選票

在2009市长选举的竞选中，党的名称中“damn”这个单词被从官方选票中去除，因为党名有17个字母长，超出了州选举委员会规定的长度限制15个字母。2009年，在不被麦克米倫认可的情况下，萨利姆·埃贾兹竞选市财政官。
该党名「damn」一词，在2010年的选票上取其諧音將「too」縮寫成「2」而得以恢复。麦克米倫这次参选州长，而约瑟夫·赫夫挑战基尔斯滕·吉利布兰德持有的美国参议院席位。